# Лайнус ван Пельт
Лайнус ван Пельт (англ. Linus van Pelt) — персонаж серии комиксов Peanuts, созданный Чарльзом Шульцем и впервые появившийся в комиксе 19 сентября 1952 года. Лайнус является лучшим другом Чарли Брауна, а также младшим братом Люси ван Пельт и старшим братом Рирана ван Пельт. Лайнус наиболее известен тем, что всегда носит с собой так называемое безопасное одеяло. Из-за популярности комикса термин безопасное одеяло (англ. security blanket) был введён в психологию, он означает «что-то, за что цепляются для психологической уверенности и спокойствия».

## Описание
Лайнус впервые был упомянут в комиксе 14 июля 1952 года, а его первое появление состоялось 19 сентября 1952 года. Заговорил он только в 1954 году, в этом же году в комиксе появилось его «безопасное одеяло».
Обычно он носит красную футболку в чёрную полоску, чёрные шорты и ботинки для тенниса. 5 февраля 1962 года он начал носить очки, так как ему поставили диагноз близорукость. Однако, начиная с 9 сентября 1962 года, его очки исчезли из комикса без объяснения причины. В мультфильмах его озвучивают с небольшим сигматизмом.
Лайнус, будучи довольно маленьким, очень умён и в комиксе «играет роль» философа и теолога, часто цитирующего Евангелие. Он придумал своё собственное легендарное существо, Великую Тыкву, которая, как он утверждает, появляется на самых «искренних» тыквенных участках во время Хэллоуина и приносит с собой подарки. Лайнус — единственный, кто верит в Великую Тыкву, хотя в некоторых случаях ему удаётся убедить остальных персонажей в том, что Великая Тыква реально, но в итоге все всегда перестают ему верить, когда Тыква не появляется. Лайнус же упорно верит в её существование и каждый Хэллоуин проводит на тыквенном участке в ожидании её появления.